# Anathallis ordinata
Anathallis ordinata là một loài thực vật có hoa trong họ Lan. Loài này được (Luer & Dodson) Luer mô tả khoa học đầu tiên năm 2009.